# 莱茵河畔哈姆
莱茵河畔哈姆是德国莱茵兰-普法尔茨州的一个市镇。总面积7.89平方公里，总人口2175人，其中男性1120人，女性1055人（2011年12月31日），人口密度276人/平方公里。